# Fumontana deprehendor
Genre
Espèce
Fumontana deprehendor, unique représentant du genre Fumontana, est une espèce d'opilions laniatores de la famille des Buemarinoidae.

## Distribution
Cette espèce est endémique des Appalaches aux États-Unis. Elle se rencontre au Tennessee et en Caroline du Nord.

## Description
Le mâle holotype mesure 1,46 mm et la femelle paratype 1,20 mm.

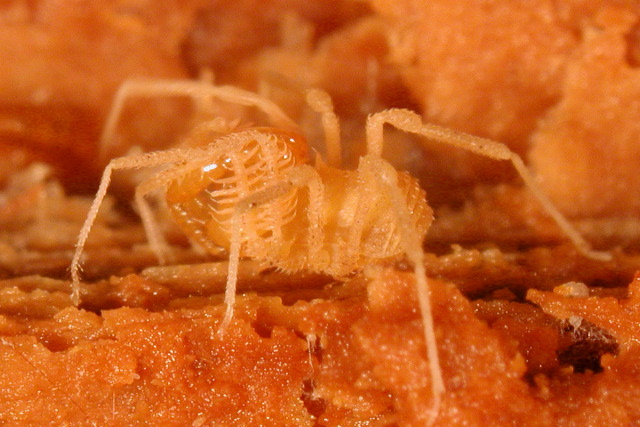
Fumontana deprehendor

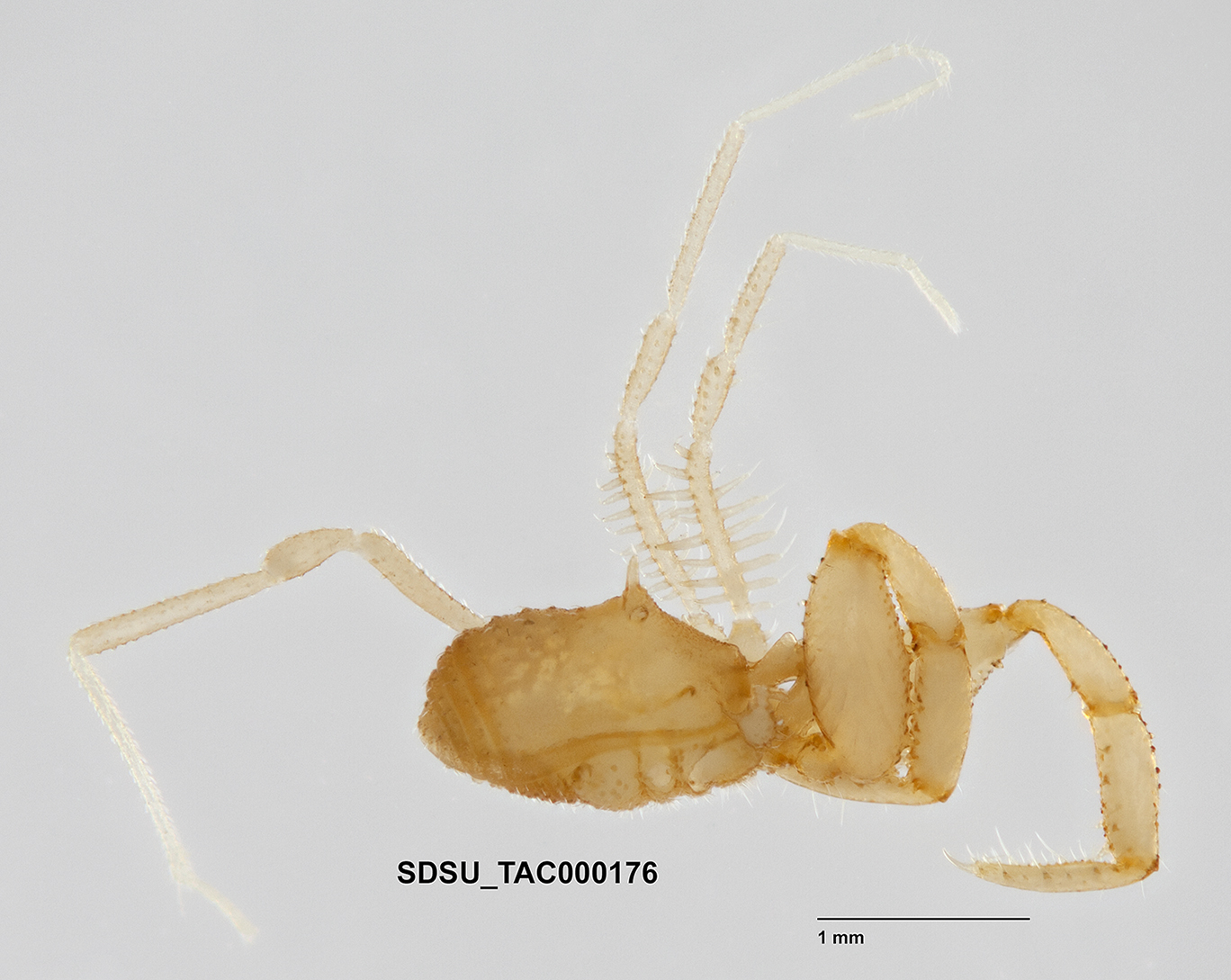
Fumontana deprehendor

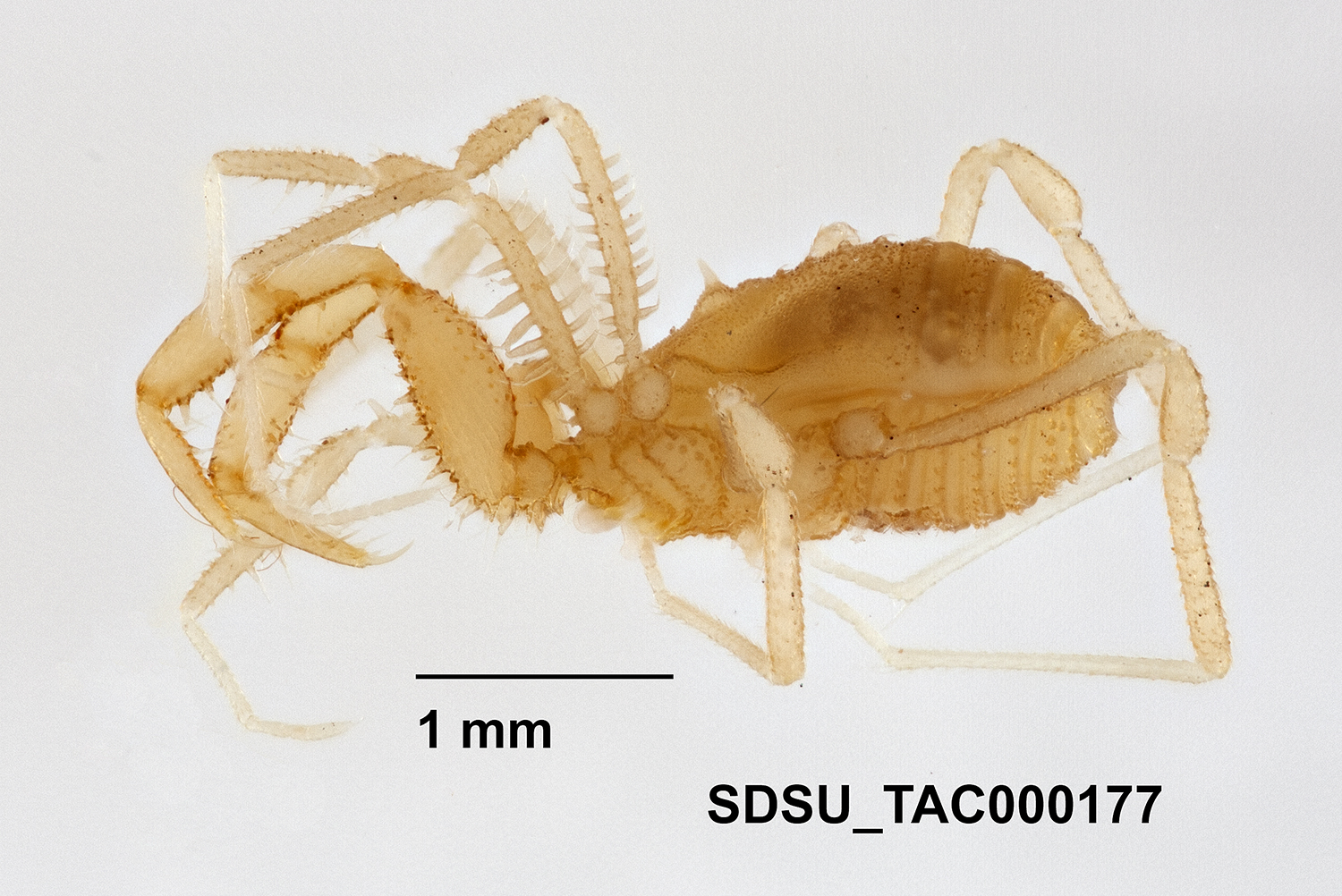
Fumontana deprehendor

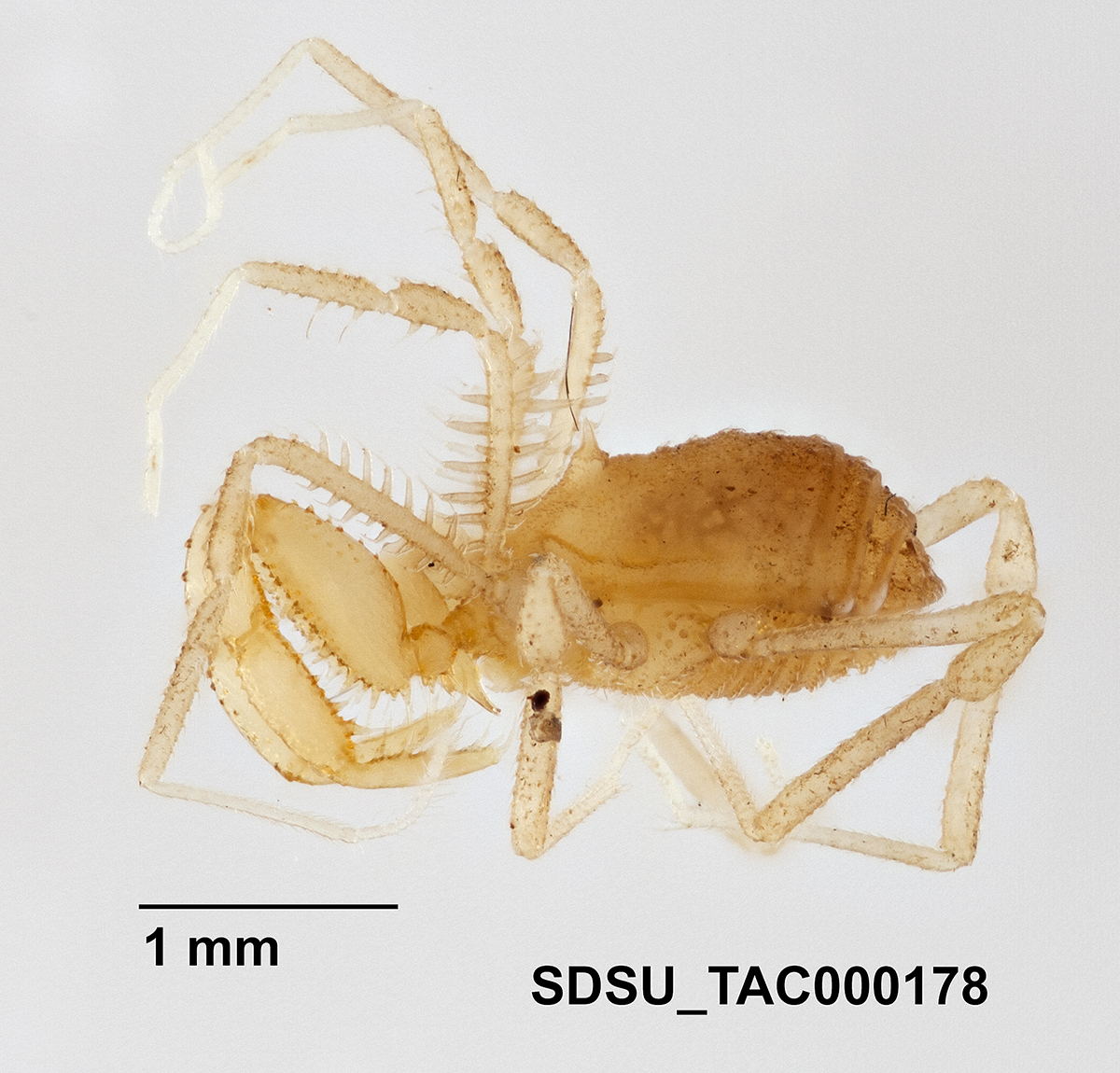
Fumontana deprehendor

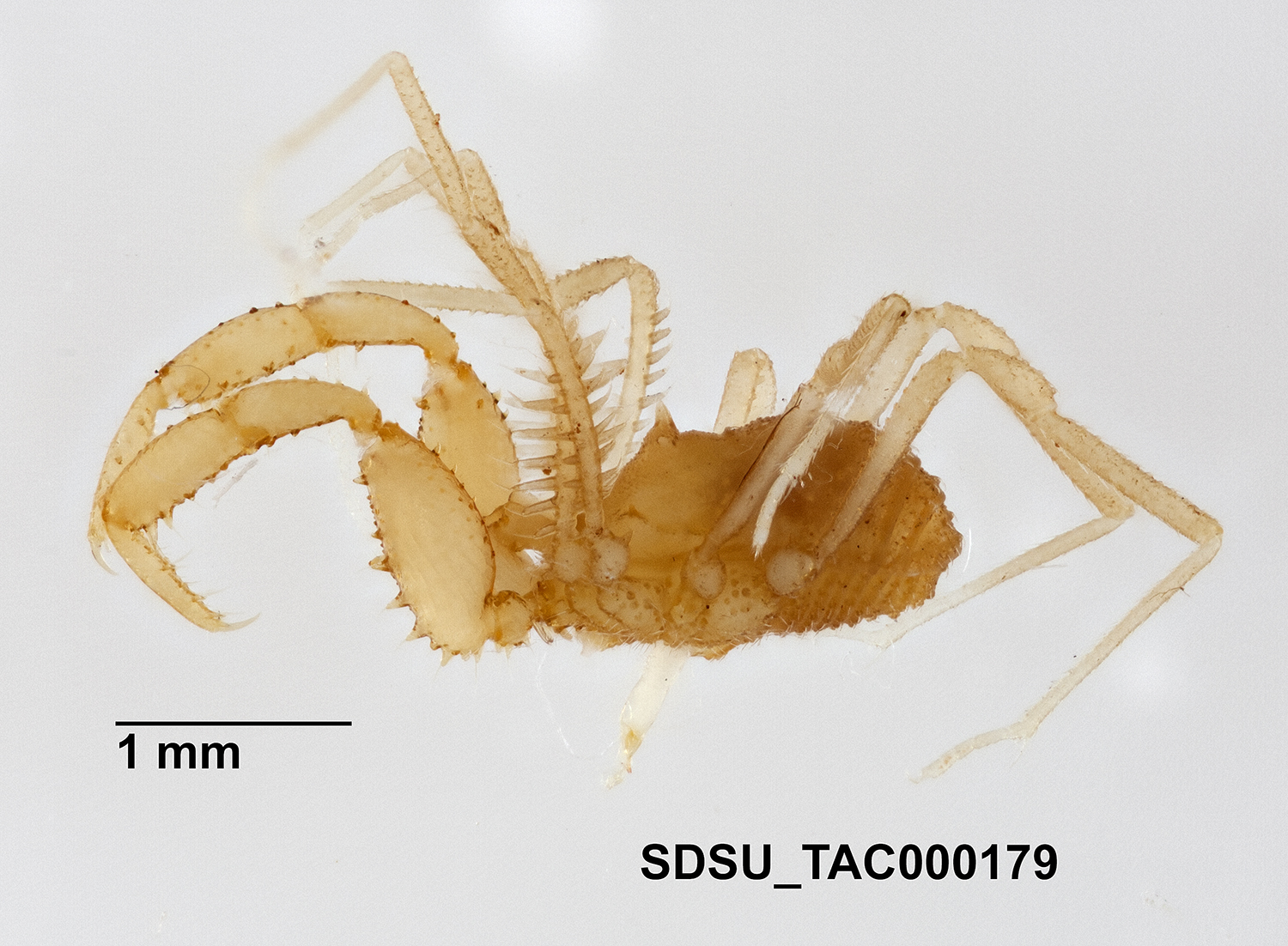
Fumontana deprehendor

Fumontana deprehendor mesure de 1,52 à 1,90 mm.

## Publication originale
- Shear, 1977 : « Fumontana deprehendor, n. gen., n. sp., the first triaenonychid opilionid from eastern North America (Opiliones: Laniatores: Triaenonychidae). » The Journal of Arachnology, vol. 3, no 3, p. 177–183 (texte intégral).